# Bad Intentions
"Bad Intentions" é um single do rapper estadunidense Dr. Dre com a participação do rapper Knoc-turn'al, lançada como quinta faixa da trilha sonora do filme The Wash. A canção foi produzida por Mahogany Música e co-produzido pelo proprio Dre. O single foi lançado em 7 de janeiro de 2002. A canção estreou na UK Singles Chart na quarta posição, permanecendo nas paradas por 16 semanas. O vídeo da música "Bad Intentions" retrata Dr. Dre e Knoc -turn'al filmando um vídeo musical de ficção em uma casa de burlesco chamado "Bad Intentions".

## Lista de faixas
- CD single[2]

1. "Bad Intentions" - 3:02
2. "The Watcher" - 3:28
3. "The Next Episode" (Com Snoop Dogg) - 2:42
4. "Bad Intentions" (Musica e vídeo)

- CD single Alemanha[3]

1. "Bad Intentions" - 3:02
2. "Bad Intentions" (Instrumental) - 3:01
3. "The Watcher" - 3:28
4. "Bad Intentions" (Musica e vídeo)

- 12-inch single[4]

1. "Bad Intentions" (Edição de radio) - 3:02
2. "Bad Intentions" (Versão de LP) - 3:02
3. "Bad Intentions" (Instrumental) - 3:01
4. "Bad Intentions" (Acapela) - 3:01

## Desempenho nas paradas
Gráficos semanais
| Paradas (2001)                                  | Melhor posição |
| ----------------------------------------------- | -------------- |
| Reino Unido (UK Singles Chart)                  | 4              |
| Estados Unidos (Bubbling Under Hot 100 Singles) | 2              |
| Estados Unidos (Billboard R&B/Hip-Hop Songs)    | 3              |